# Glenville (Minnesota)
Glenville es una ciudad ubicada en el condado de Freeborn en el estado estadounidense de Minnesota. En el Censo de 2010 tenía una población de 643 habitantes y una densidad poblacional de 209,86 personas por km².

## Geografía
Glenville se encuentra ubicada en las coordenadas 43°34′27″N 93°16′52″O / 43.57417, -93.28111. Según la Oficina del Censo de los Estados Unidos, Glenville tiene una superficie total de 3.06 km², de la cual 2.9 km² corresponden a tierra firme y (5.24%) 0.16 km² es agua.

## Demografía
Según el censo de 2010, había 643 personas residiendo en Glenville. La densidad de población era de 209,86 hab./km². De los 643 habitantes, Glenville estaba compuesto por el 97.98% blancos, el 0% eran afroamericanos, el 0% eran amerindios, el 0.78% eran asiáticos, el 0% eran isleños del Pacífico, el 0.93% eran de otras razas y el 0.31% pertenecían a dos o más razas. Del total de la población el 2.33% eran hispanos o latinos de cualquier raza.